# صن يونج أليس تشانغ
صن يونج أليس تشانغ (بالإنجليزية: Sun-Yung Alice Chang)‏‏ (24 مارس 1948 في شيان - ) رياضياتية، وأستاذة جامعية أمريكية. حاصلةُ على جائزة روث ليتل ساتر في الرياضيات عام 1995، تقديرًا لإسهاماتها العميقة في دراسة المعادلات التفاضلية الجزئية على متعددات شعب ريماني، وخاصةً لعملها على المشكلات التطرفية في الهندسة الطيفية وتراصّ مقاييس مُتعادلة طيفيًا ضمن فئةٍ تطابقيةٍ ثابتةٍ على ثلاثي الشعب.

## الجوائز
- زمالة غوغنهايم[8]
- جائزة روث ليتل ساتر في الرياضيات
- زميل الجمعية الأمريكية للرياضيات